# Mount Tolchin
Mount Tolchin är ett berg i Antarktis. Det ligger i Västantarktis. Argentina, Chile och Storbritannien gör anspråk på området. Toppen på Mount Tolchin är 1 730 meter över havet.
Terrängen runt Mount Tolchin är platt västerut, men österut är den kuperad. Trakten är obefolkad. Det finns inga samhällen i närheten.